# Silver Convention/Diskografie
Diese Diskografie ist eine Übersicht über die musikalischen Werke der deutschen Disco-Band Silver Convention. Den Schallplattenauszeichnungen zufolge hat sie bisher mehr als 2,6 Millionen Tonträger verkauft. Ihre erfolgreichste Veröffentlichung ist der Millionenseller und Nummer-eins-Hit Fly, Robin, Fly.

## Alben

### Studioalben
| Jahr | Titel                                                                        | Höchstplatzierung, Gesamtwochen, AuszeichnungChartplatzierungen (Jahr, Titel, Platzierungen, Wochen, Auszeichnungen, Anmerkungen) | Höchstplatzierung, Gesamtwochen, AuszeichnungChartplatzierungen (Jahr, Titel, Platzierungen, Wochen, Auszeichnungen, Anmerkungen) | Höchstplatzierung, Gesamtwochen, AuszeichnungChartplatzierungen (Jahr, Titel, Platzierungen, Wochen, Auszeichnungen, Anmerkungen) | Höchstplatzierung, Gesamtwochen, AuszeichnungChartplatzierungen (Jahr, Titel, Platzierungen, Wochen, Auszeichnungen, Anmerkungen) | Höchstplatzierung, Gesamtwochen, AuszeichnungChartplatzierungen (Jahr, Titel, Platzierungen, Wochen, Auszeichnungen, Anmerkungen) | Anmerkungen                                                 | [↑]: gemeinsam behandelt mit vorhergehendem Eintrag; [←]: in beiden Charts platziert |
| Jahr | Titel                                                                        | DE | AT | CH | UK | US | Anmerkungen                                                 |                                                                                      |
| ---- | ---------------------------------------------------------------------------- | --- | --- | --- | --- | --- | ----------------------------------------------------------- | ------------------------------------------------------------------------------------ |
| 1975 | Silver Convention auch bekannt als: Discotheque Volume 1 und Fly, Robin, Fly | DE19 (16 Wo.)DE | — | — | — | US13 (24 Wo.)US | Erstveröffentlichung: 15. November 1975 Verkäufe: + 50.000  |                                                                                      |
| 1975 | Save Me[DE: ↑]                                                               | DE19 (16 Wo.)DE | — | — | — | US10 Gold · (25 Wo.)US | Erstveröffentlichung: 15. November 1975 Verkäufe: + 500.000 |                                                                                      |
| 1976 | Madhouse                                                                     | — | — | — | — | US65 (12 Wo.)US | Erstveröffentlichung: Februar 1976                          |                                                                                      |
| 1976 | Get Up and Boogie                                                            | DE48 (4 Wo.)DE | — | — | — | — | Erstveröffentlichung: 15. April 1976                        |                                                                                      |
| 1977 | Summernights auch bekannt als: Golden Girls                                  | — | — | — | — | US71 (10 Wo.)US | Erstveröffentlichung: 1977                                  |                                                                                      |
| 1978 | Love in a Sleeper                                                            | — | — | — | — | — | Erstveröffentlichung: 12. August 1978                       |                                                                                      |

grau schraffiert: keine Chartdaten aus diesem Jahr verfügbar

### Kompilationen
| Jahr | Titel                            | Höchstplatzierung, Gesamtwochen, AuszeichnungChartplatzierungen (Jahr, Titel, Platzierungen, Wochen, Auszeichnungen, Anmerkungen) | Höchstplatzierung, Gesamtwochen, AuszeichnungChartplatzierungen (Jahr, Titel, Platzierungen, Wochen, Auszeichnungen, Anmerkungen) | Höchstplatzierung, Gesamtwochen, AuszeichnungChartplatzierungen (Jahr, Titel, Platzierungen, Wochen, Auszeichnungen, Anmerkungen) | Höchstplatzierung, Gesamtwochen, AuszeichnungChartplatzierungen (Jahr, Titel, Platzierungen, Wochen, Auszeichnungen, Anmerkungen) | Höchstplatzierung, Gesamtwochen, AuszeichnungChartplatzierungen (Jahr, Titel, Platzierungen, Wochen, Auszeichnungen, Anmerkungen) | Anmerkungen                         |
| Jahr | Titel                            | DE | AT | CH | UK | US | Anmerkungen                         |
| ---- | -------------------------------- | --- | --- | --- | --- | --- | ----------------------------------- |
| 1977 | Silver Convention: Greatest Hits | — | — | — | UK34 (3 Wo.)UK | — | Erstveröffentlichung: 13. Juni 1977 |

grau schraffiert: keine Chartdaten aus diesem Jahr verfügbar
Weitere Kompilationen
- 1976: Success (Verkäufe: + 20.000)
- 1977: Get Up and Boogie with Silver Convention: Their Greatest Hits
- 1978: The Best of Silver Convention
- 1979: Star Discothek
- 1992: Silver Convention
- 1994: The Best of Silver Convention: Get Up and Boogie
- 1994: Fly, Robin, Fly
- 1995: Get Up and Boogie (The Hits)
- 1998: Greatest Hits
- 1999: New Best One
- 2002: Summernights
- 2003: The Very Best of Silver Convention
- 2005: The Greatest Hits

## Singles
| Jahr | Titel Album                                                 | Höchstplatzierung, Gesamtwochen, AuszeichnungChartplatzierungen (Jahr, Titel, Album, Platzierungen, Wochen, Auszeichnungen, Anmerkungen) | Höchstplatzierung, Gesamtwochen, AuszeichnungChartplatzierungen (Jahr, Titel, Album, Platzierungen, Wochen, Auszeichnungen, Anmerkungen) | Höchstplatzierung, Gesamtwochen, AuszeichnungChartplatzierungen (Jahr, Titel, Album, Platzierungen, Wochen, Auszeichnungen, Anmerkungen) | Höchstplatzierung, Gesamtwochen, AuszeichnungChartplatzierungen (Jahr, Titel, Album, Platzierungen, Wochen, Auszeichnungen, Anmerkungen) | Höchstplatzierung, Gesamtwochen, AuszeichnungChartplatzierungen (Jahr, Titel, Album, Platzierungen, Wochen, Auszeichnungen, Anmerkungen) | Anmerkungen                                                    | [↑]: gemeinsam behandelt mit vorhergehendem Eintrag; [←]: in beiden Charts platziert |
| Jahr | Titel Album                                                 | DE | AT | CH | UK | US | Anmerkungen                                                    |                                                                                      |
| ---- | ----------------------------------------------------------- | --- | --- | --- | --- | --- | -------------------------------------------------------------- | ------------------------------------------------------------------------------------ |
| 1975 | Save Me Silver Convention / Save Me                         | DE33 (2 Wo.)DE | — | — | UK30 (7 Wo.)UK | — | Erstveröffentlichung: 28. Februar 1975                         |                                                                                      |
| 1975 | Fly, Robin, Fly Silver Convention / Save Me                 | DE3 (21 Wo.)DE | AT9 (20 Wo.)AT | CH5 (14 Wo.)CH | UK28 (8 Wo.)UK | US1 Gold · (17 Wo.)US | Erstveröffentlichung: 26. September 1975 Verkäufe: + 1.075.000 |                                                                                      |
| 1975 | Tiger Baby Silver Convention / Save Me[DE: ↑][AT: ↑][CH: ↑] | DE3 (21 Wo.)DE | AT9 (20 Wo.)AT | CH5 (14 Wo.)CH | UK41 (4 Wo.)UK[US: ↑] | US1 Gold · (17 Wo.)US | Erstveröffentlichung: 26. September 1975                       |                                                                                      |
| 1976 | Get Up and Boogie (That’s Right) Get Up and Boogie          | DE13 (14 Wo.)DE | — | — | UK7 (11 Wo.)UK | US2 Gold · (20 Wo.)US | Erstveröffentlichung: 27. Februar 1976 Verkäufe: + 1.000.000   |                                                                                      |
| 1976 | No, No, Joe Get Up and Boogie                               | DE49 (2 Wo.)DE | — | — | UK aUK | US60 (6 Wo.)US | Erstveröffentlichung: 7. Juni 1976                             |                                                                                      |
| 1976 | Everybody’s Talkin’ ’bout Love Madhouse                     | — | — | — | UK25 (5 Wo.)UK | — | Erstveröffentlichung: 12. November 1976                        |                                                                                      |
| 1977 | Telegram Summernights                                       | DE27 (7 Wo.)DE | — | — | — | — | Erstveröffentlichung: 21. März 1977                            |                                                                                      |

Weitere Singles
- 1975: Always Another Girl
- 1976: Fancy Party
- 1976: Dancing in the Aisles
- 1977: The Boys from Liverpool
- 1977: (There’s) Always Another Girl
- 1978: Café au lait
- 1978: Spend the Night with Me
- 1981: Get It Up
- 1981: Silver Stars: World Hits of Silver Convention
- 1987: Get Up and Boogie / Fly, Robin, Fly

## Statistik

### Chartauswertung
|                     | DE    | AT    | CH    | UK    | US    |
| ------------------- | ----- | ----- | ----- | ----- | ----- |
| Nummer-eins-Alben   | DE—DE | AT—AT | CH—CH | UK—UK | US—US |
| Top-10-Alben        | DE—DE | AT—AT | CH—CH | UK—UK | US1US |
| Alben in den Charts | DE2DE | AT—AT | CH—CH | UK1UK | US4US |

|                       | DE    | AT    | CH    | UK    | US    |
| --------------------- | ----- | ----- | ----- | ----- | ----- |
| Nummer-eins-Singles   | DE—DE | AT—AT | CH—CH | UK—UK | US1US |
| Top-10-Singles        | DE1DE | AT1AT | CH1CH | UK1UK | US2US |
| Singles in den Charts | DE5DE | AT1AT | CH1CH | UK5UK | US3US |

### Auszeichnungen für Musikverkäufe
| Goldene Schallplatte - Kanada - 1976: für die Single Fly, Robin, Fly - 1976: für das Album Silver Convention Platin-Schallplatte - Hongkong - 1978: für die Single Success |

Anmerkung: Auszeichnungen in Ländern aus den Charttabellen bzw. Chartboxen sind in ebendiesen zu finden.
| Land/RegionAuszeichnungen für Musikverkäufe (Land/Region, Auszeichnungen, Verkäufe, Quellen) | Gold     | Platin  | Verkäufe  | Quellen         |
| -------------------------------------------------------------------------------------------- | -------- | ------- | --------- | --------------- |
| Hongkong (IFPI/HKRIA)                                                                        | —        | Platin1 | 20.000    | ifpihk.org      |
| Kanada (MC)                                                                                  | 2× Gold2 | —       | 125.000   | musiccanada.com |
| Vereinigte Staaten (RIAA)                                                                    | 3× Gold3 | —       | 2.500.000 | riaa.com        |
| Insgesamt                                                                                    | 5× Gold5 | Platin1 |           |                 |